# Тротман, Мики
Мики Тротман (англ. Mickey Trotman; 21 октября 1974, Тринидад и Тобаго — 1 октября 2001, Порт-оф-Спейн, Тринидад и Тобаго) — тринидадский футболист, нападающий.

## Карьера
Футболом на высоком уровне заиграл в США. Первые шаги в нём Тротман сделал в университетской команде Мобила. В 1998—1999 годах форвард выступал в MLS за «Даллас Бёрн» и «Майами Фьюжн». На некоторое время Тротман возвращался на родину, где он играл за «Джо Паблик». Последним клубом в карьере футболиста стал американский «Рочестер Рейджинг Райнос».
В 2000 году Мики Тротман вместе со сборной Тринидада и Тобаго стал бронзовым призёром Золотого кубка КОНКАКАФ в США. Именно его «золотой гол» в четвертьфинале помог его национальной команде обыграть сборную Коста-Рики со счётом 2:1.

## Гибель
1 октября 2001 года нападающий на один день отпросился с тренировки сборной и уехал в гости к тёще. На обратном пути машина, в котором находилась семья Тротмана, врезалась в придорожный фонарный столб недалеко от дома футболиста в Порт-оф-Спейне. Сам Тротман и его родной брат Стефан скончались на месте. Двое друзей футболиста умерли позднее в госпитале, а выжил только пятый пассажир машины — брат игрока Кенион, который с переломом ноги был отправлен в больницу. Всего три недели Микки не дожил до своего 27-летия.

## Достижения
- Бронзовый призёр Золотого кубка КОНКАКАФ: 2000
- Обладатель Кубка Тринидада и Тобаго: 2001